# Mährischer Ausgleich
Mährischer Ausgleich (tschechisch Moravské vyrovnání) ist die Sammelbezeichnung für vier 1905 beschlossene Landesgesetze, die in der Markgrafschaft Mähren eine Lösung der Nationalitätenprobleme zwischen Deutschen und Tschechen gewährleisten und somit einen österreichisch-tschechischen Ausgleich herbeiführen sollten.

## Geschichte
Der Einigung auf den Mährischen Ausgleich gingen neunjährige Verhandlungen voraus. 1896 begann die erste Verhandlungsrunde. Beteiligt waren Vertreter der deutschsprachigen und tschechischsprachigen Bevölkerungsgruppen, des mährischen Landtages und der cisleithanischen Regierung in Wien. Es ging nicht nur um einen „nationalen“ Ausgleich, sondern auch um einen Ausgleich zwischen den bisher bevorrechtigten Ständen (Großgrundbesitz, Vertreter des städtischen Bürgertums) einerseits und dem Großteil der Bevölkerung (bäuerliche und unterbäuerliche Schichten auf dem Lande und der Industriearbeiterschaft in den Städten) andererseits. Zur Ausgestaltung des politischen Kompromisses trug vor allem die Mittelpartei des mährischen Großgrundbesitzes bei, darunter der mährische Landeshauptmann Felix Graf Vetter von der Lilie. Maßgeblich am Zustandekommen des Ausgleichs beteiligt war Johann von Chlumecký, der die örtlichen politischen Verhältnisse wie auch die von „Wien“ eröffneten Spielräume kannte und der die Verhandlungen mit Beharrlichkeit und Vermittlungsgeschick vorantrieb, wenn sie bei einzelnen Themen in Sackgassen gerieten. Am 27. November 1905 war das Gesetzespaket schließlich unter Dach und Fach.

## Einzelne Regelungen
Das Schulausgleichsgesetz regelte, wie zuvor in Böhmen, dass Schulen der jeweiligen Nationalität jeweils Kinder der eigenen nationalen Zugehörigkeit aufnehmen sollten, sodass künftig tschechische Kinder nur noch auf tschechische und deutsche Kinder nur noch auf deutsche Schulen geschickt werden sollten.

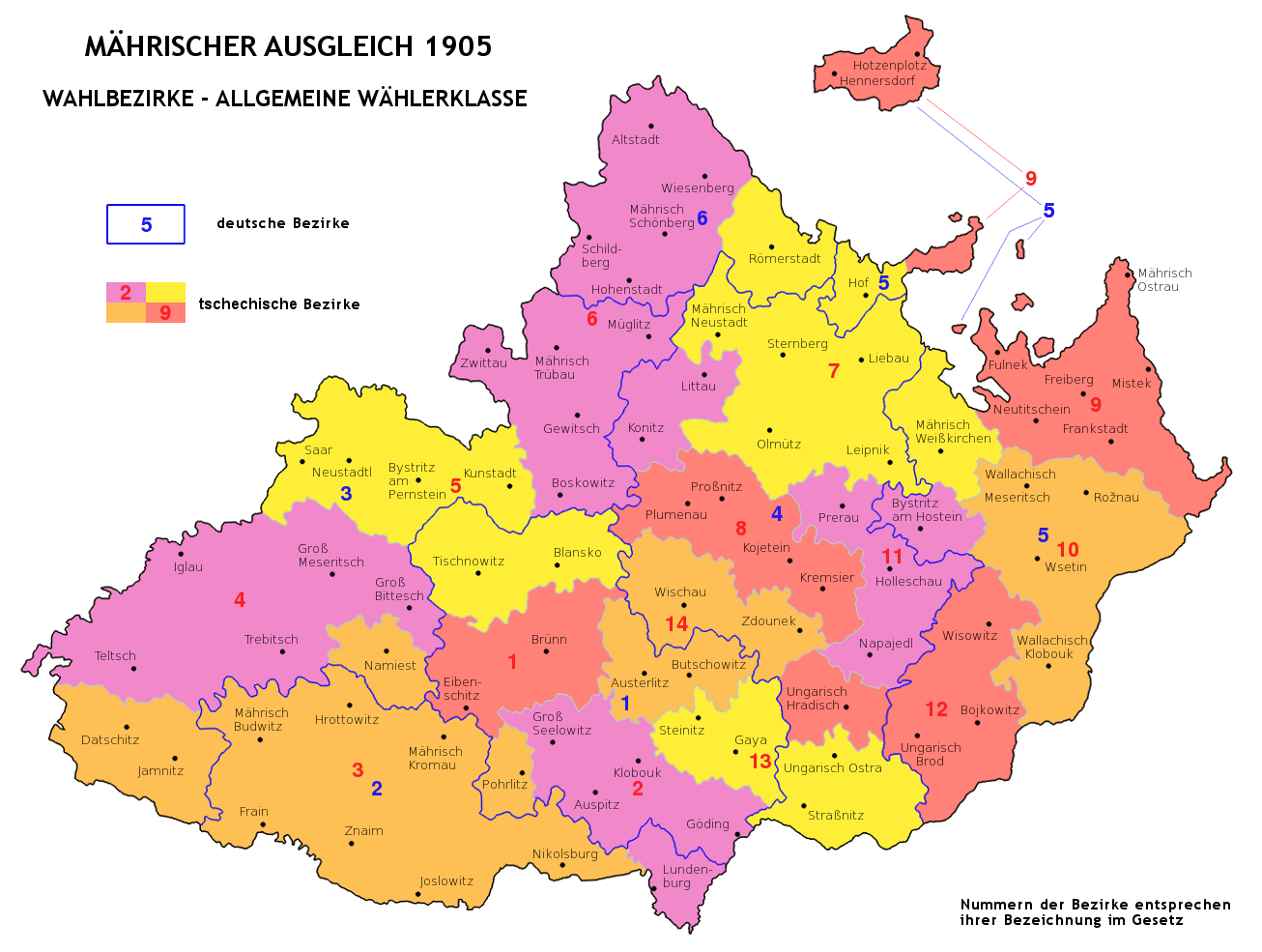
Böhmische (tschechische) und deutsche Wahlbezirke in der Wählerklasse der Landgemeinden nach dem mährischen Landesgesetz vom 27. November 1905

Die Landesordnung und die Landtagswahlordnung wurde dahingehend geändert, dass im mährischen Landtag Kurien eingeführt wurden. Dazu wurde die Zahl der Abgeordneten im Landtag von 100 auf 151 erhöht. Fortan bestanden im mährischen Landtag drei Kurien:
- die Kurie des Großgrundbesitzes mit zwei Untergruppen, wie bisher mit 30 Abgeordneten (überwiegend deutsch)
- die Kurie der tschechischen Abgeordneten außerhalb des Großgrundbesitzes mit 73 Abgeordneten
- die Kurie der deutschen Abgeordneten außerhalb des Großgrundbesitzes mit 46 Abgeordneten

Für den gesamten Bereich der Landesverwaltung wurde ein deutsch-tschechischer Proporz festgelegt, die Zugehörigkeit der Wahlberechtigten für die Landtagswahlen zur deutschen oder tschechischen Volksgruppe wurde über nationale Kataster organisiert, wobei strittige Fälle im Rechtsweg geklärt werden konnten. Die zweite Landessprache sollte in jenen Gemeinden zur Anwendung kommen, wo sie von mehr als einem Fünftel der Bevölkerung gesprochen wurde.
Trotz aller Fortschritte durch den Ausgleich blieben die Tschechen, die fast drei Viertel der Bevölkerung Mährens ausmachten, auch im Kurialsystem benachteiligt. Zudem waren die Beamtenstellen – im Unterschied zu Böhmen – hauptsächlich den Deutschen vorbehalten. Die Tschechen akzeptierten den Ausgleich, weil er ihre Position immerhin etwas verbesserte, betrachteten ihn allerdings nur als „Zwischenstufe“.

## Folgewirkungen
Nach dem Vorbild des Mährischen Ausgleichs wurde 1910 für die viersprachige Bukowina ein vergleichbarer Ausgleich geschlossen („Bukowiner Ausgleich“), danach auch für Galizien. Der Galizische Ausgleich wurde jedoch infolge des Ausbruchs des Ersten Weltkrieges faktisch nicht mehr wirksam.
Der Mährische Ausgleich hätte auch für die Lösung der Nationalitätenfrage im gesamten Österreich-Ungarn Vorbildwirkung haben können, doch setzten die Vertreter der jeweiligen Volksgruppen auf gesamtstaatlicher Ebene auf Konfrontation – die Deutschen und Ungarn, um ihre Vorrangstellung nicht einzubüßen, die Slawen, um eine vollständige Autonomie bzw. Unabhängigkeit durchzusetzen –, sodass insbesondere der cisleithanische Reichsrat seit 1907 arbeitsunfähig war.